# 高松雪乃
高松 雪乃（たかまつ ゆきの、1991年9月20日 - )は、日本のタレント。愛称はゆきのん。元ワタナベエンターテインメント所属。現在はフリーで活動。
神奈川県出身。身長157cm、体重40kg、スリーサイズ B81 W53 H83、靴のサイズ 23.5cm、血液型O型。好きな生き物は爬虫類。爬虫類を中心とした動物園iZooの公式サポーターとして、園内にて飼育・解説員をしている。2020年5月に開校された動物園予備校アニマルキーパーズカレッジにて講師として活動する。

## 略歴

### 2011年〜2014年

#### テレビ
- 『内村とザワつく夜』（TBS）
- 『解禁!暴露ナイト』（テレビ東京）ピーガールズとしてレギュラー出演。
- 『〜裏ネタワイド〜 DEEPナイト』（テレビ東京）DEEPガールズとしてレギュラー出演。

#### ラジオ
- 『ON8+1』（2014年5月14日、bayfm） 百瀬美鈴、髙橋蘭と共にゲスト出演[1]

#### オンデマンド
- 『ヤンチャンネル』（マイスマTV）

#### ライブストリーミング
- 『ワタナベプラス』ワタナベ新人開発部（GYAO!）

#### 書籍
- 『ヤングチャンピオン』（2013年12月24日）センターグラビア。

#### 舞台
- 『500万』ミハル役（2014年10月10日〜14日、千本桜ホール）脚本・演出 A.ロックマン（シャカ大熊）

#### 受賞
- フニオチコンテスト ファイナリスト（2011年）
- ミス大喜利コンテスト 審査員特別賞受賞。
- ヤンチャン学園 一期生。
- ミスヤングチャンピオン2013 ファイナリスト。

### 2015年～2017年

#### テレビ
- 『筧利夫のサタ☆ハピ!しずおか』（2016年1月30日、静岡朝日テレビ）生中継CM。
- 『ひるブラ』（2016年4月25日、NHK総合）
- 『アサデス。』（2016年5月2日、九州朝日放送）
- 『イブアイしずおか』年末特集~県内の神ってた人の聖地巡礼~（2016年12月29日、静岡放送）
- 『午後キュン』（2017年3月25日、サンテレビ）ゲスト。
- 『ごごナマ』（2017年5月10日、NHK総合）中継ゲスト。
- 『ロザリオクロスのフォローミー』（2017年10月4日、テレビ静岡）
- 『ドンドンダウン オン ウェンズデー静岡伝馬町店オープン特別企画』（静岡朝日テレビ）
- 『ウレセン』（テレビ静岡）
- 『シミズーの楽しみ方』（静岡朝日テレビ）

#### ラジオ
- 『くにまるジャパン』（2015年12月4日、文化放送）
- 渋谷のラジオ（2016年11月30日）

#### オンデマンド
- 『芸能秘チャンネル』（2016年12月6日、AbemaTV）
- 『高松雪乃のはちゅめまして!!』（WALLOP）レギュラー。

#### ライブストリーミング
- 『ニコラジ』（2017年8月15日、ニコニコ生放送）ゲスト出演。
- 『日曜の夜なのに。』（ニコニコ生放送、FRESH!）レギュラー。
- 『HIT IT 日本 WOW』#047 サイレントマンガ（GYAO!）

#### 書籍
- 『週刊アサヒ芸能』「ブレイク寸前アイドル!!」
- ショートカット推進委員会「0410」最優秀ショートの日 モデル出演。
- 『REP FAN』 はちゅドルゆきのんの『はちゅ旅』 連載中。
- 『Aqua Style』vol.8

#### 舞台
- 『オペンタゴン』東口祐太郎（エリカ）役（2015年4月14日 - 4月19日、高田馬場ラビネスト）脚本・演出 A.ロックマン（シャカ大熊）
- 『運命のディスク 2015』ゆり役（2015年6月23日 - 6月28日、千本桜ホール）脚本・演出 A.ロックマン（シャカ大熊）
- 『新宿ナンバー 2015』岩瀬マキ役（2015年11月10日 - 11月15日、高田馬場ラビネスト）脚本・演出 A.ロックマン（シャカ大熊）

#### イベント
- 日本最大級の爬虫類展示即売会『ジャパンレプタイルズショー』トークショー（2015年〜）
- 静岡県警下田警察署一日指令長（2017年1月8日）
- 『サワレルハチュウルイ展』イオンモール神戸北（2017年3月26日）トークショー。
- 『Tresenサマースクール』（2017年7月29日、Fm yokohama）
- 『サワレルハチュウルイ展』福岡PARCO
- 『サワレルハチュウルイ展』エスパルスドリームプラザ
- 「振り込め詐欺防止キャンペーン」下田警察署×iZoo×はちゅドル

### 2018年～

#### オンデマンド
- 『高松雪乃のはちゅめまして!!』（WALLOP）レギュラー。第１・３水曜日20:30〜21:00 放送

#### 書籍
- 『REP FAN』 はちゅドルゆきのんの『はちゅ旅』 連載中。

#### イベント
- 日本最大級の爬虫類展示即売会『ジャパンレプタイルズショー』トークショー（2015年〜）
- 『Tシャツラブサミット』大喜利会議室（2018年5月4日）ゲストMC
- 『アクアリウム・バス』（2019年2月10日）（2019年11月24日）司会・MC
- 一日静岡県下田警察署長。(2020年1月10日)

### 公式サポーター
- 爬虫類を中心とした体感型動物園 「iZoo」

### イメージキャラクター
- サワレルハチュウルイ展

## 人物
- 爬虫類が好きなアイドル『はちゅドル』として活動中。
- 爬虫類を中心とした動物園iZooの公式サポーターとして活動中。
- 爬虫類専門雑誌『REP FAN』にて連載中。
- 兄が2人いる。
- 学歴：昭和音楽大学声楽科副科ピアノ
- 2020年9月、第1子となる女児を出産した。

### 趣味
- 爬虫類観察・野生爬虫類探索・音楽。

### 特技
- 数独
- ピアノ

### 資格
- 登山検定を取得。
- 温泉ソムリエ検定を取得。

## エピソード
爬虫類の繁殖や、カタツムリ・ナメクジの繁殖も成功している。